# Jean-Paul Béchat
 (mars 2013).
Si vous disposez d'ouvrages ou d'articles de référence ou si vous connaissez des sites web de qualité traitant du thème abordé ici, merci de compléter l'article en donnant les références utiles à sa vérifiabilité et en les liant à la section « Notes et références ».
Jean-Paul Béchat, né le 2 septembre 1942 à Montlhéry et mort le 24 novembre 2014 à Corbeil-Essonnes, est un ingénieur, homme d'affaires et chef d'entreprise français. Il a notamment été PDG du Groupe Snecma puis du Groupe Safran, jusqu'en 2007.

## Biographie

### Formation
Jean-Paul Béchat est titulaire d’un diplôme d’ingénieur de l’École polytechnique et d’une maîtrise de sciences de l’université Stanford.

### Carrière
Il a passé l’essentiel de sa vie professionnelle dans le groupe Snecma qu’il a intégré en 1965. Il est nommé directeur technique adjoint et directeur des relations du travail de la SNECMA,. 
Puis il rejoint la filiale Hispano Suiza comme directeur général adjoint. En décembre 1985 il est nommé directeur général adjoint, puis président de Messier-Bugatti en octobre 1986. 
De décembre 1991 à juillet 1993, il est président du Groupement des industries françaises aéronautiques et spatiales (GIFAS),. 
En juin 1994, il quitte ses fonctions de PDG de Messier-Bugatti et prend la présidence de la Société nationale des poudres et explosifs (SNPE). 
Il est rappelé par l'État à la Snecma en juin 1996 comme président-directeur général,. 
En mars 2005, il devient président du directoire du groupe Safran, issu de la fusion entre la Snecma et Sagem. Il mène cette fusion qui permet à l'État d'achever la privatisation de la Snecma commencée un an plus tôt. Cette fusion l’oppose à Mario Colaiacovo, le président de l’électronicien. Le différent ayant atteint un tel niveau, le gouvernement écarte les deux hommes. À la suite d'un refus de l'État de le maintenir à son poste, il quitte Safran en septembre 2007,.   

### Mandats

#### En France
- Administrateur et président du comité d'audit et des comptes d'Atos (10 février 2009 - 2014)
- Administrateur du Musée de l'air et de l'espace (14 août 2009 - 2014)
- Gérant de la SARL ARSCO (consultance et investissements) (2008)
- Venture Partner d'ACE Management / Membre de divers comité d'investissement (2008)
- Président d'honneur du Groupement des industries françaises aéronautiques et spatiales (GIFAS) et membre de son Bureau et de son Conseil jusqu'en 2014.

#### À l'international
- Administrateur et président du comité Finance et stratégie de OJSC Russian Helicopters (Russie)
- Administrateur de MIDPARC SA (Maroc)

### Mandats échus

#### En France (pour les plus récents)
- Administrateur et président du comité d'audit et des comptes d'Alstom (14 mai 2001 - 2 juillet 2013)
- Président du directoire de Safran (11 mai 2005 – 2 septembre 2007)
- Président du directoire de Sagem (18 mars 2005 – 11 mai 2005)
- Président-Directeur général de Snecma (4 juin 1996 – 18 mars 2005)
- Administrateur du CEA (3 mars 2000 -12 novembre 2001)
- Administrateur de France Telecom (22 mai 1998 – 25 février 2003)
- Administrateur de Natexis Banques populaires (18 novembre 1998 – 27 mai 2004)
- Administrateur d’Aéroports de Paris (9 juillet 2004 – 26 juin 2005)
- Membre du Conseil et du Bureau de l'UIMM
- Membre du Conseil exécutif du MEDEF (2006 - 2009)
- Membre du Conseil de surveillance d'IMS (16 juin 2009 - 30 juin 2010)
- Administrateur de Sogepa (10 avril 2000 - 24 mars 2011)

#### À l'international
- Président de l'AECMA (Syndicat européen de l'aéronautique et de l'espace - octobre 2001 - octobre 2002)

## Distinctions
- Commandeur de la Légion d'honneur (2013)[13]
- Officier de l’ordre national du Mérite
- Commandeur de l'ordre du Ouissam alaouite (Maroc)
- Honorary Fellow de la en:Royal Aeronautical Society (RAeS)
- Membre émérite de l’Association aéronautique et astronautique de France (AAAF)
- Membre de l'Académie internationale d'astronautique (AIA)
- Médaille d'or du CEAS (Council  of European Aerospace Societies)